# Epilacydes unistriga
Epilacydes unistriga är en fjärilsart som beskrevs av Karl Grünberg 1910. Epilacydes unistriga ingår i släktet Epilacydes och familjen björnspinnare. Inga underarter finns listade i Catalogue of Life.